# Califfo
     Espansione sotto Maometto, 622-632
     Espansione durante il califfato dei Rāshidūn, 632-661
     Espansione durante il califfato Omayyade, 661-750

Il califfato omayyade alla sua massima espansione geopolitica (metà VII-metà VIII secolo)
Espansione sotto Maometto, 622-632
Espansione durante il califfato dei Rāshidūn, 632-661
Espansione durante il califfato Omayyade, 661-750

Il califfo (in arabo خليفة, khalīfa, ossia «vicario, reggente, facente funzione, successore, sostituto») è il nome dato a un sovrano musulmano che governa un regno chiamato califfato, cioè un monarca che pretende di essere il successore politico come «vice», il titolo che Abū Bakr assunse quando succedette a Maometto come leader del dominio arabo musulmano nel 632.
Costituisce la massima magistratura islamica (con una rilevanza eminentemente politica, anche se non esente da risvolti spirituali), ma non è prevista nel Corano e neanche nella Sunna di Maometto. Fu infatti realizzata in modo del tutto originale da alcuni fra i primissimi compagni di Maometto nella stessa giornata della sua morte, l'otto giugno 632 (corrispondente al 13 rabīʿ I dell'11 dell'egira).

## Storia
La parola khalīfa compare con altro significato nella Sūra II ("al-baqara", versetto 28), che dice: 
 Anche in altra occasione la parola è usata, riferita al profeta Dāwūd (XXXVIII:26): 
(trad. Alessandro Bausani)
 In entrambi i casi è del tutto evidente che il significato del termine khalīfa è qui quello di "Vicario, luogotenente", non quello di "successore". Sarebbe considerato infatti assolutamente blasfemo nell'Islam che Maometto possa mai avere un suo successore nella profezia.
Per evitare probabilmente che i musulmani di Medina (Anṣār) scegliessero come successore politico di Maometto uno tra di loro, un gruppo di musulmani meccani (i cosiddetti "Emigranti"), che era giunto in città con l'egira, fra cui Abū Bakr, ʿUmar b. al-Khaṭṭāb e Abū ʿUbayda b. al-Jarrāḥ, riuscì a far sì che a essere prescelto fosse Abū Bakr che - per essere stato il miglior amico di Maometto (di cui era quasi coetaneo) e verosimilmente il primo uomo convertitosi all'Islam - era generalmente assai apprezzato e che garantiva perciò una linea di comportamento in linea con quella messa in atto dal Profeta. L'espressione usata per indicarlo fu quindi "khalīfat rasūl Allāh" (vicario, o successore, dell'Inviato di Dio).

## Califfi
I Califfati furono diversi.

### "Ben guidati"
I primi quattro "successori dell'Inviato di Dio" sono detti i "ben guidati" dall'islam (il termine arabo è quello di rāshidūn). Essi regnarono da Medina e furono:
1. Abū Bakr, detto al-Ṣiddīq, "Il grandemente veritiero" (632 - 634)
2. ʿUmar ibn al-Khattāb, detto al-Fārūq "Colui che sa distinguere" (634 - 644)
3. ʿUthmān ibn ʿAffān, detto Dhū l-Nurayn "Quello delle due luci" (644 - 656)
4. ʿAlī ibn Abī Ṭālib, detto al-Murtaḍā "Colui che è approvato" (656 - 661)

Vi fu poi un Imamato ad-interim, durato appena un anno, concluso per accordo raggiunto con Muʿāwiya b. Abī Sufyān, da parte di:
1. Al-Hasan ibn Ali (661)

### Omayyadi
I califfi successivi, della dinastia omayyade-sufyanide di Damasco, debbono il loro nome al loro clan meccano di provenienza, quello dei Banū Umayya, e alla kunya del padre del loro primo esponente. Essi furono:
1. Muʿāwiya ibn Abī Sufyān (661 - 680)
2. Yazīd b. Muʿāwiya (680 - 683)
3. Muʿāwiya b. Yazīd (683 - 684)

I califfi della dinastia omayyade-marwanide di Damasco debbono il nome a quello del loro primo califfo. Furono:
1. Marwān b. al-Hakam (684 - 685)
2. ʿAbd al-Malik b. Marwān (685 - 705)
3. al-Walīd b. ʿAbd al-Malik (705 - 715)
4. Sulaymān b. ʿAbd al-Malik (715 - 717)
5. ʿUmar II b. ʿAbd al-ʿAzīz (717 - 720)
6. Yazīd II b. ʿAbd al-Malik (720 - 724)
7. Hishām b. ʿAbd al-Malik (724 - 743)
8. al-Walīd II b. Yazīd II (743 - 744)
9. Yazīd III b. al-Walīd II b. ʿAbd al-Malik (744)
10. Ibrāhīm b. al-Walīd II b. ʿAbd al-Malik (744)
11. Marwān II b. Muhammad b. Marwān (744 - 750)

### Omayyadi andalusi
Da un nipote di Hishām ibn ʿAbd al-Malik, ʿAbd al-Rahmān ibn Muʿāwiya, rifugiatosi nella penisola iberica sotto amministrazione califfale omayyade damascena, si diparte la dinastia omayyade di al-Andalus.

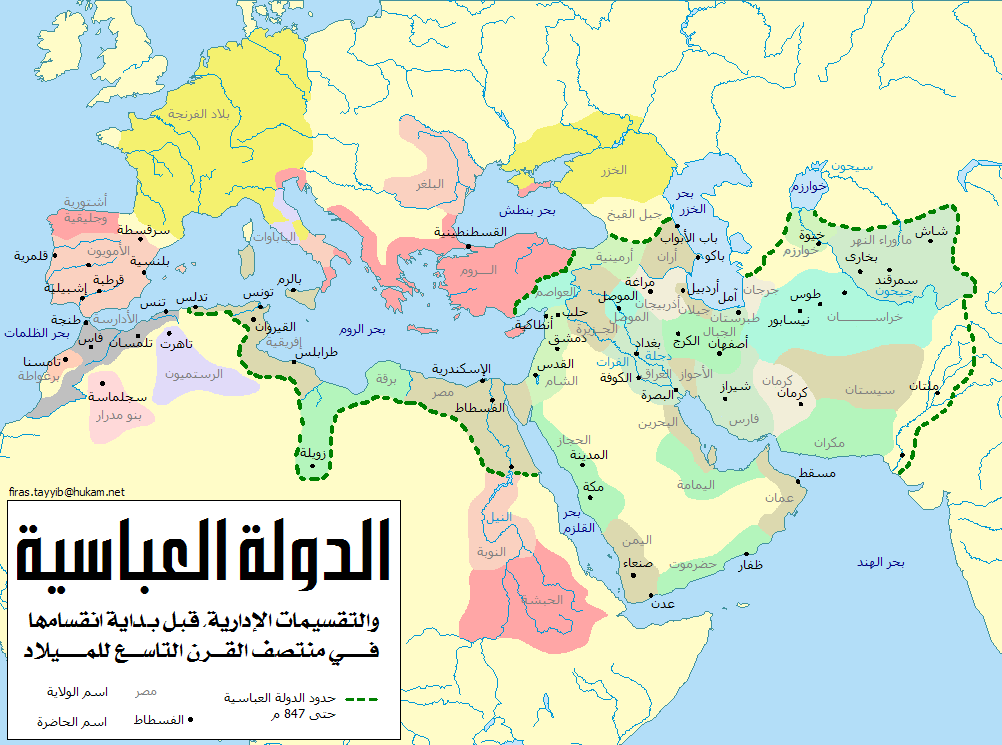
La legenda in arabo dice: «Dominio abbaside. Divisioni amministrative prima del suo smembramento iniziato a metà del IX secolo d.C.»

### Abbasidi di Baghdad e Samarra
I califfi della dinastia abbaside di Baghdad e Samarra furono:
1. al-Saffāḥ (750-754)
2. al-Manṣūr (754-775)
3. al-Mahdī (775-785)
4. al-Hādī (785-786)
5. Hārūn al-Rashīd (786-809)
6. al-Amīn (809-813)
7. al-Maʾmūn (813-833)
8. al-Muʿtaṣim (833-842)
9. al-Wāthiq (842-847)
10. al-Mutawakkil (847-861)
11. al-Muntaṣir (861-862)
12. al-Mustaʿīn (862-866)
13. al-Muʿtazz (866-869)
14. al-Muhtadī (869-870)
15. al-Muʿtamid (870-892)
16. al-Muʿtaḍid (892-902)
17. al-Muktafī (902-908)
18. al-Muqtadir (908-932)
19. al-Qāhir (932-934)
20. al-Rādī (934-940)
21. al-Muttaqī (940-944)
22. al-Mustakfī (944-946)
23. al-Mutīʿ (946-974)
24. al-Tāʾī (974-991)
25. al-Qādir (991-1031)
26. al-Qāʾim (1031-1075)
27. al-Muqtadī (1075-1094)
28. al-Mustazhir (1094-1118)
29. al-Mustarshid (1118-1135)
30. al-Rāshid (1135-1136)
31. al-Muqtafī (1136-1160)
32. al-Mustanjid (1160-1170)
33. al-Mustadīʾ (1170-1180)
34. al-Nasir (1180-1225)
35. al-Zāhir (1225-1226)
36. al-Mustansir (1226-1242)
37. al-Mustaʿsim (1242-1258)

### Abbasidi del Cairo
Ufficialmente il califfato sunnita finì nel 1258 quando i Mongoli distrussero Baghdad e misero a morte l'ultimo abbaside. Ufficiosamente il califfato continuò con i califfi della dinastia abbaside del Cairo, sotto il controllo dei Mamelucchi, che furono:
1. al-Mustanṣir (1261)
2. al-Ḥākim I (1262-1302)
3. al-Mustakfī I (1302-1340)
4. al-Wāthiq I (1340-1341)
5. al-Ḥākim II (1341-1352)
6. al-Muʿtadid I (1352-1362)
7. al-Mutawakkil I (1362-1383)
8. al-Wāthiq II (1383-1386)
9. al-Muʿtaṣim (1386-1389)
10. al-Mutawakkil I (1389-1406) (secondo regno)
11. al-Mustaʿīn (1406-1414)
12. al-Muʿtadid II (1414-1441)
13. al-Mustakfī II (1441-1451)
14. al-Qāʾim (1451-1455)
15. al-Mustanjid (1455-1479)
16. al-Mutawakkil II (1479-1497)
17. al-Mustamsik (1497-1508) e dal 1516 al 1517 come plenipotenziario del padre
18. al-Mutawakkil III (1508-1517)

### Ottomani
I califfi della dinastia ottomana di Istanbul furono:
1. Selim I (1517-1520)
2. Solimano I (1520-1566)
3. Selim II (1566-1574)
4. Murad III (1574-1595)
5. Mehmet III (1595-1603)
6. Ahmet I (1590-1617)
7. Mustafa I (1617-1618)
8. Osman II (1618-1622)
9. Mustafa I (restaurato) (1622-1623)
10. Murad IV (1623-1640)
11. Ibrahim I (1640-1648)
12. Mehmet IV (1648-1687)
13. Solimano II (1687-1691)
14. Ahmet II (1691-1695)
15. Mustafa II (1695-1703)
16. Ahmet III (1703-1730)
17. Mahmud I (1730-1754)
18. Osman III (1754-1757)
19. Mustafa III (1757-1774)
20. Abdül Hamid I (1774-1789)
21. Selim III (1789-1807)
22. Mustafa IV (1807-1808)
23. Mahmud II (1808-1839)
24. Abdül Mejid I (1839-1861)
25. Abdülaziz (1861-1876)
26. Murad V (1876-1876)
27. Abdül Hamid II (1842-1909)
28. Mehmet V (1909-1918)
29. Mehmet VI (1918-1922)
30. Abdül Mejid II (1922-1924)

## Condizioni richieste per il candidato al califfato
Sulla questione del califfato (istituzione non contemplata dal Corano e dalla Sunna), sulle sue prerogative e sulle condizioni necessarie per ricoprire quella che a tutti gli effetti è stata considerata, finché è esistita, la magistratura suprema islamica, sono stati scritti, fino a tutta l'età abbaside, vari trattati giuridici, dovuti (tra gli altri) alla penna di ʿAbd Allāh ibn Mubārak (m. 797), di Mālik b. Anas, del Qāḍī al-quḍāt (Gran Qadi) kufano Abū Yūsuf (m. 798), da Abū ʿUbayd al-Qāsim ibn Sallām (m. 838), del Qāḍī al-Nuʿmān (m. 974), del malikita Ibn Abī Zayd al-Qayrawānī (m. 996), del hanbalita Ibn Baṭṭā (m. 997) o del hanafita al-Qudūrī (m. 1037).
Tra essi, quello considerato più autorevole, è il libro di al-Mawardi (m. 1058) degli Aḥkām al-sulṭaniyya (Gli ordinamenti del potere). Secondo tale autore, le condizioni richieste per poter validamente accedere al califfato sono:
1. Appartenenza al sesso maschile
2. Pubertà del candidato
3. Sanità di mente e di corpo
4. Integrità morale, tale da rendere il candidato un testimonio valido secondo il diritto islamico
5. Conoscenza media della legislazione coranica e sciaraitica, pur senza eccellere rispetto agli specialisti
6. Protezione della Dār al-Islām, istituzione di ribāṭ

Condizioni di privilegio - ma la cui mancanza non costituisce un elemento ostativo per l'assunzione della carica - sono:
1. Appartenenza alla tribù dei Quraysh
2. Appartenenza all'etnia araba.

Tra gli obblighi cogenti vi è innanzi tutto la tutela dell'Islam in tutti i suoi aspetti (si parla dell'obbligo di garantire l'ʿibāda della comunità dei fedeli guidata dal califfo, cioè la doverosa venerazione della Umma all'unico Dio -Allāh-, e l'adozione di misure atte ad agevolarne e garantirne il culto e l'applicazione della Legge islamica a tutti i sudditi, musulmani o "protetti").

Un altro obbligo, da assolvere quando le condizioni lo consentano, è quello di organizzare e guidare (di persona, o per il tramite di suoi delegati) il jihād, sia difensivo (in Dār al-Islām), sia offensivo (in Dār al-Ḥarb), che, secondo Mawardī, può legittimare una conquista avvenuta senza autorizzazione, per il quale egli parla dell'imārat al-istīlāʾ.
Da notare che, per lo sciismo, il jihād per essere legalmente valido, deve essere sempre guidato dall'Imam della Comunità. Dal momento che, tanto per lo sciismo duodecimano, quanto per quello ismailita settimano, l'Imam si è occultato agli occhi del mondo nel IX secolo, per manifestarsi solo in occasione della fine dei tempi, il jihād non ha quindi più alcuna possibilità di essere validamente proclamato (e tanto meno condotto) in contesto sciita duodecimano, mentre le prerogative di quello fatimide coincidono con quelle sunnite.,

## Gli ultimi califfi
Un califfato di grande importanza, antagonistico di quelli abbaside e omayyade andaluso, fu quello dei Fatimidi, anche se i loro leader preferirono farsi chiamare imam (guida), in accordo anche con la tradizione dello sciismo cui appartenevano. In minor misura si può considerare califfato anche quello degli Almohadi, che si facevano infatti chiamare amīr al-muʾminīn.
L'ultimo califfato riconosciuto all'interno di quasi tutto il mondo sunnita fu quello degli Ottomani. Sulla questione scrisse, negandone la validità, l'arabista e islamista italiano Carlo Alfonso Nallino, che mise in eccessiva evidenza il fatto che la dinastia ottomana non era araba, bensì turca.
A spingerlo a una tale presa di posizione, palesemente in contrasto con la realtà dei fatti (che faceva invece giudicare perfettamente legittimo il "califfato ottomano" da gran parte del mondo islamico maghrebino e vicino-orientale), fu la recente conquista italiana della Tripolitania e della Cirenaica ottomane.

Per rafforzare ulteriormente la corretta distinzione, da lui già fatta in un articolo, tra la figura del "Califfo" e quella del "Papa", al fine di convincere le autorità italiane dell'inopportunità di consentire alle popolazioni conquistate di seguitare a rivolgere nelle moschee la loro khuṭba della preghiera del mezzodì del venerdì (jumūʿa) in onore del Sultano ottomano, il cui titolo califfale era con goffo equivoco assimilato da Roma alla figura puramente religiosa del Pontefice romano, Nallino volle sottolineare come fosse illegittimo quel titolo califfale, senza voler tenere nel minimo conto il fatto che l'arabicità dei califfi fosse qualcosa da preferire, senza peraltro costituire un'ineludibile condizione (sharṭ) per ricoprire la dignità califfale, come d'altronde precisato da chi - primo fra tutti al-Mawardi - si era occupato di descrivere le condizioni giuridiche e morali di un musulmano per poter validamente assumere quella carica in base alla tradizione giuridica islamica.
L'ultimo califfo ottomano fu dichiarato decaduto da un'apposita Assemblea tenutasi ad Ankara il 3 marzo 1924 su disposizione di Mustafa Kemal Atatürk.
Nonostante la mobilitazione internazionale in difesa del califfato dell'Impero ottomano (che interessò anche Gandhi, allora alleato del Movimento Khalifat), la Turchia infatti aveva ormai imboccato la strada della costruzione di uno stato repubblicano laico.

## Tentativi di rinascita
In seguito all'abolizione del Califfato da parte della Turchia moderna, una parte del mondo islamico sunnita pensò di poter riconoscere erede del Califfato islamico la Casa Reale egiziana, discendente di Mehmet Ali (almeno finché essa ebbe voce in capitolo in Arabia), mentre un'altra parte (basandosi sul fatto che la Famiglia Reale saudita rivendica il titolo onorifico di Custode delle due Città Sante di Mecca e Medina) giudica che un'eventuale rivendicazione saudita sarebbe perfettamente legittima. Esiste infine una corrente di pensiero che ritiene la famiglia hascemita di Giordania e quella reale del Marocco siano in grado di rivendicare validamente la suprema dignità califfale, essendo i monarchi giordani discendenti del Profeta attraverso suo nipote al-Husayn, mentre i sovrani marocchini lo sono attraverso l'altro nipote al-Hasan.

Quasi nessuno riconosce invece ormai plausibile l'ipotetico Califfato dei successori di Abdul Mejid II, di cui l'attuale pretendente è Harun Osman.
Va sottolineato che i fautori del ripristino del Califfato costituiscono un'esigua minoranza nel mondo islamico e gli stessi slogan lanciati in questo senso da alcune organizzazioni fondamentaliste non hanno suscitato grande interesse e discussione a livello teoretico.
Dal 1969 i paesi musulmani fanno riferimento per la difesa dei valori dell'Islam all'associazione Organizzazione della cooperazione islamica (che alcuni considerano erede del califfato, con califfo il segretario generale).

### Califfato islamico
Il 29 giugno 2014 l'autoproclamato Stato Islamico ha riconosciuto Abu Bakr al-Baghdadi come suo velleitario califfo, non riconosciuto come tale in alcuna istanza ufficiale dell'intero mondo islamico.

## Altro uso
Il termine khalīfa, nella sua accezione fondamentale di "vicario", è stato assai spesso impiegato per indicare i rappresentanti del sovrano in amministrazioni secondarie, identificando quella che cioè è la precipua funzione del "gerente" o del "deputato".